# World Cup i bandy 2007
World Cup i bandy 2007 spelades i Ljusdal 25-28 oktober 2007, och vanns av ryska Dynamo Moskva, som finalslog svenska Edsbyns IF med 5-0. Till kvartsfinal gick de tre bästa lagen från grupp A, B och C samt gruppsegrarna från grupp D och E. Segrarna fick detta år för första gången guldmedaljer.

## Gruppspel

### Grupp A
| Nr | Lag                 | S | V | O | F | +/-    | P |
| -- | ------------------- | - | - | - | - | ------ | - |
| 1  | HK Zorkij           | 3 | 3 | 0 | 0 | 17 - 2 | 6 |
| 2  | HK Uralskij Trubnik | 3 | 2 | 0 | 1 | 11 - 7 | 4 |
| 3  | Hammarby IF         | 3 | 1 | 0 | 2 | 7 - 14 | 2 |
| 4  | Sandvikens AIK      | 3 | 0 | 0 | 3 | 4 - 16 | 0 |

- 25 oktober 2007: HK Uralskij Trubnik-Sandvikens AIK 3-1
- 25 oktober 2007: Hammarby IF-HK Zorkij 0-5
- 26 oktober 2007: Sandvikens AIK-Hammarby IF 2-4
- 26 oktober 2007: HK Uralskij Trubnik-HK Zorkij 1-3
- 26 oktober 2007: Sandvikens AIK-HK Zorkij 1-9
- 26 oktober 2007: HK Uralskij Trubnik-Hammarby IF 7-3

### Grupp B
| Nr | Lag           | S | V | O | F | +/-    | P |
| -- | ------------- | - | - | - | - | ------ | - |
| 1  | Dynamo Moskva | 3 | 2 | 1 | 0 | 20 - 3 | 5 |
| 2  | Västerås SK   | 3 | 2 | 1 | 0 | 13 - 5 | 5 |
| 3  | Bollnäs GoIF  | 3 | 1 | 0 | 2 | 7 - 8  | 2 |
| 4  | Stabæk IF     | 3 | 0 | 0 | 3 | 3 - 27 | 0 |

- 25 oktober 2007: Dynamo Moskva-Stabæk IF 13-0 (Europacupen 2007)
- 25 oktober 2007: Västerås SK-Bollnäs GoIF 2-1
- 26 oktober 2007: Dynamo Moskva-Västerås SK 2-2 (straffvinst för Dynamo Moskva)
- 26 oktober 2007: Bollnäs GoIF-Stabæk IF 5-1
- 27 oktober 2007: Dynamo Moskva-Bollnäs GoIF 5-1
- 27 oktober 2007: Stabæk IF-Västerås SK 2-9

### Grupp C
| Nr | Lag             | S | V | O | F | +/-    | P |
| -- | --------------- | - | - | - | - | ------ | - |
| 1  | Edsbyns IF      | 3 | 3 | 0 | 0 | 17 - 2 | 6 |
| 2  | HK Rodina Kirov | 3 | 2 | 0 | 1 | 11 - 7 | 4 |
| 3  | Vetlanda BK     | 3 | 1 | 0 | 2 | 7 - 14 | 2 |
| 4  | Tornio PV       | 3 | 0 | 0 | 3 | 4 - 16 | 0 |

- 25 oktober 2007: Edsbyns IF-Tornio PV 9-3 (Europacupen 2007)
- 25 oktober 2007: HK Rodina Kirov-Vetlanda BK 2-1
- 26 oktober 2007: HK Rodina Kirov-Tornio PV 4-0
- 26 oktober 2007: Edsbyns IF-Vetlanda BK 7-4
- 27 oktober 2007: Tornio PV-Vetlanda BK 1-6
- 27 oktober 2007: Edsbyns IF-HK Rodina Kirov 6-2

### Grupp D
| Nr | Lag                     | S | V | O | F | +/-    | P |
| -- | ----------------------- | - | - | - | - | ------ | - |
| 1  | Broberg/Söderhamn Bandy | 3 | 3 | 0 | 0 | 18 - 5 | 6 |
| 2  | IFK Helsingfors         | 3 | 1 | 1 | 1 | 7 - 4  | 3 |
| 3  | AMGR Murmansk           | 3 | 1 | 0 | 2 | 8 - 10 | 2 |
| 4  | Ljusdals BK             | 3 | 0 | 1 | 2 | 5 - 19 | 1 |

- 25 oktober 2007: Broberg/Söderhamn Bandy-AMGR Murmansk 3-2
- 25 oktober 2007: Ljusdals BK-IFK Helsingfors 1-1, 4-3 efter straffslag
- 26 oktober 2007: AMGR Murmansk-IFK Helsingfors 0-4
- 27 oktober 2007: Ljusdals BK-Broberg/Söderhamn Bandy 1-12
- 27 oktober 2007: Ljusdals BK-AMGR Murmansk 3-6
- 27 oktober 2007: Broberg/Söderhamn Bandy-IFK Helsingfors 3-2

### Grupp E
| Nr | Lag          | S | V | O | F | +/-    | P |
| -- | ------------ | - | - | - | - | ------ | - |
| 1  | HK Vodnik    | 3 | 3 | 0 | 0 | 17 - 8 | 6 |
| 2  | Falu BS      | 3 | 2 | 0 | 1 | 11 - 8 | 4 |
| 3  | Tillberga IK | 3 | 1 | 0 | 2 | 9 - 11 | 2 |
| 4  | Mjøndalen IF | 3 | 0 | 0 | 3 | 4 - 14 | 0 |

- 25 oktober 2007: Tillberga IK-HK Vodnik 3-6
- 25 oktober 2007: Falu BS-Mjøndalen IF 4-1
- 26 oktober 2007: Mjøndalen IF-Tillberga IK 1-5
- 26 oktober 2007: Falu BS-HK Vodnik 3-6
- 27 oktober 2007: Mjøndalen IF-HK Vodnik 2-5
- 27 oktober 2007: Falu BS-Tillberga IK 4-1

## Slutspel

### Kvartsfinaler
- 27 oktober 2007: HK Zorkij-Västerås SK 5-3
- 27 oktober 2007: Dynamo Moskva-HK Vodnik 9-0
- 27 oktober 2007: HK Uralskij Trubnik-HK Rodina Kirov 1-0
- 28 oktober 2007: Edsbyns IF-Broberg/Söderhamn Bandy 6-2

### Semifinaler
- 28 oktober 2007: HK Zorkij-Dynamo Moskva 3-4
- 28 oktober 2007: HK Uralskij Trubnik-Edsbyns IF 2-2, 3-5 efter straffslag

### Match om tredje pris i Europacupen
- 28 oktober 2007: Stabæk IF-Tornio PV 4-3

### Final
- 28 oktober 2007: Dynamo Moskva-Edsbyns IF 5-0